# Digital health
La sanità digitale (in inglese Digital health) è la convergenza delle tecnologie digitali e genomiche con i campi della salute, dell'assistenza sanitaria, dello stile di vita e la società, al fine di migliorare l'efficienza dell'erogazione delle cure sanitarie e rendere i farmaci più personalizzati e precisi.

## Descrizione
La disciplina prevede l'uso delle tecnologie dell'informazione e della comunicazione per contribuire ad affrontare i problemi di salute e le sfide che i pazienti devono affrontare. Queste tecnologie comprendono soluzioni e servizi sia hardware che software, tra cui la telemedicina, l'analisi basata sul web, la posta elettronica, i telefoni cellulari e le applicazioni, i messaggi di testo e i sensori per il monitoraggio clinico o remoto.
In generale, la digital health si preoccupa dello sviluppo di sistemi sanitari interconnessi per migliorare l'uso delle tecnologie computazionali, dei dispositivi intelligenti, delle tecniche di analisi computazionale e dei mezzi di comunicazione per aiutare gli operatori sanitari e i pazienti a gestire le malattie e i rischi per la salute, nonché a promuovere la salute e il benessere. La digital health è un settore multidisciplinare che coinvolge molte parti interessate, tra cui medici, ricercatori e scienziati con una vasta gamma di competenze in materia di sanità, ingegneria, scienze sociali, sanità pubblica, economia e gestione della salute.

## Elementi costitutivi

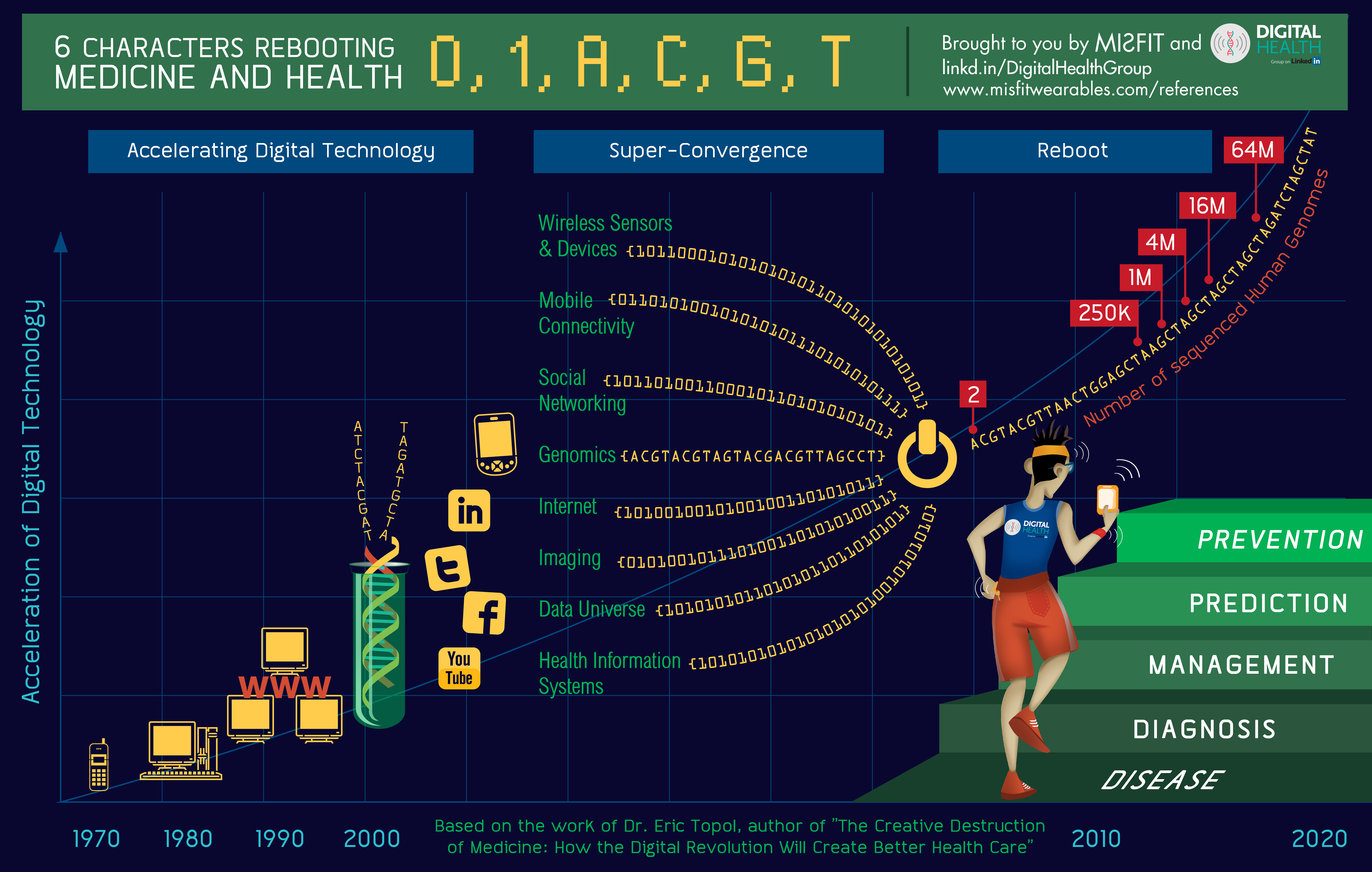
Elementi della digital health.

In quanto ramo collaterale della Rivoluzione Digitale, caratterizzata dalla "produzione di massa e l'uso diffuso dei circuiti logici digitali, e delle sue tecnologie derivate, tra cui computer, telefono cellulare digitale e Internet", gli elementi chiave della digital health sono i dispositivi wireless, i sensori hardware e tecnologie di rilevamento software, microprocessori e circuiti integrati, Internet, social networking, reti mobili/cellulari e reti corporee, tecnologia dell'informazione sanitaria, genomica e informazioni genetiche personali.